# Bernhard Schlenther
Johann Otto Bernhard Schlenther (geboren am 1. April 1842 in Breitenstein; gestorben am 11. Dezember 1911 in Dessau) war ein preußischer Landrat des Kreises Meisenheim.

## Leben
Schlenther war der Sohn des Rittergutsbesitzers Julius Schlenther (gestorben 1899 in Königsberg (Preußen)) und dessen Ehefrau Luise Schlenther, geb. von Kries. Bis zu seinem vierzehnten Lebensjahr durch einen Hauslehrer erzogen, trat er dann in die Marine ein, der er vom 1. Mai 1856 bis zum 30. Juni 1877 als aktiver Soldat angehörte. Verabschiedet wurde er im Rang eines Korvettenkapitäns. Nach seinem Abschied zum 1. Juli 1877 und zur weiteren Ausbildung für den allgemeinen Verwaltungsdienst an das Landratsamt Sonderburg überwiesen, erhielt er am 3. Februar 1878 seine Umsetzung nach Rüdesheim am Rhein (Rheingaukreis) zur kommissarischen Besetzung der Stelle als Amtmann, die ihm am 8. August 1878 auch definitiv übertragen wurde.
Mit der Versetzung des bisherigen Landrats des Kreises Meisenheim, Otto von Klewitz, in den Ruhestand wurde Schlenther am 23. Oktober 1885 zunächst kommissarisch mit der Verwaltung des Kreises beauftragt, bevor am 9. Juli 1886 auch die definitive Ernennung auf diesem Amt erfolgte. Dort von höchster Stelle am 13. Dezember 1900 mit der Auszeichnung als Geheimer Regierungsrat charakterisiert, trat Schlenther, nachdem er bereits seit dem 1. Februar vom Dienst beurlaubt war, zum 1. April 1907 in den Ruhestand.

## Familie
Schlenther heiratete am 25. Juli 1870 in Kiel-Wiek Josefine Conrad (geboren auf dem Rittergut Plochoczyn bei Warlubin/Westpreußen; gestorben am 15. Oktober 1919 in Jena), die Tochter des Rittergutsbesitzers ernst Friedrich Conrad und dessen Ehefrau Cäcilie Conrad, geb. Kries.